# Jindřich Waldes
Jindřich Waldes (2. července 1876, Nemyšl u Tábora – 1. července 1941, Havana) byl český podnikatel židovského původu, vlastenec a mecenáš umění.

## Život

### Rodina

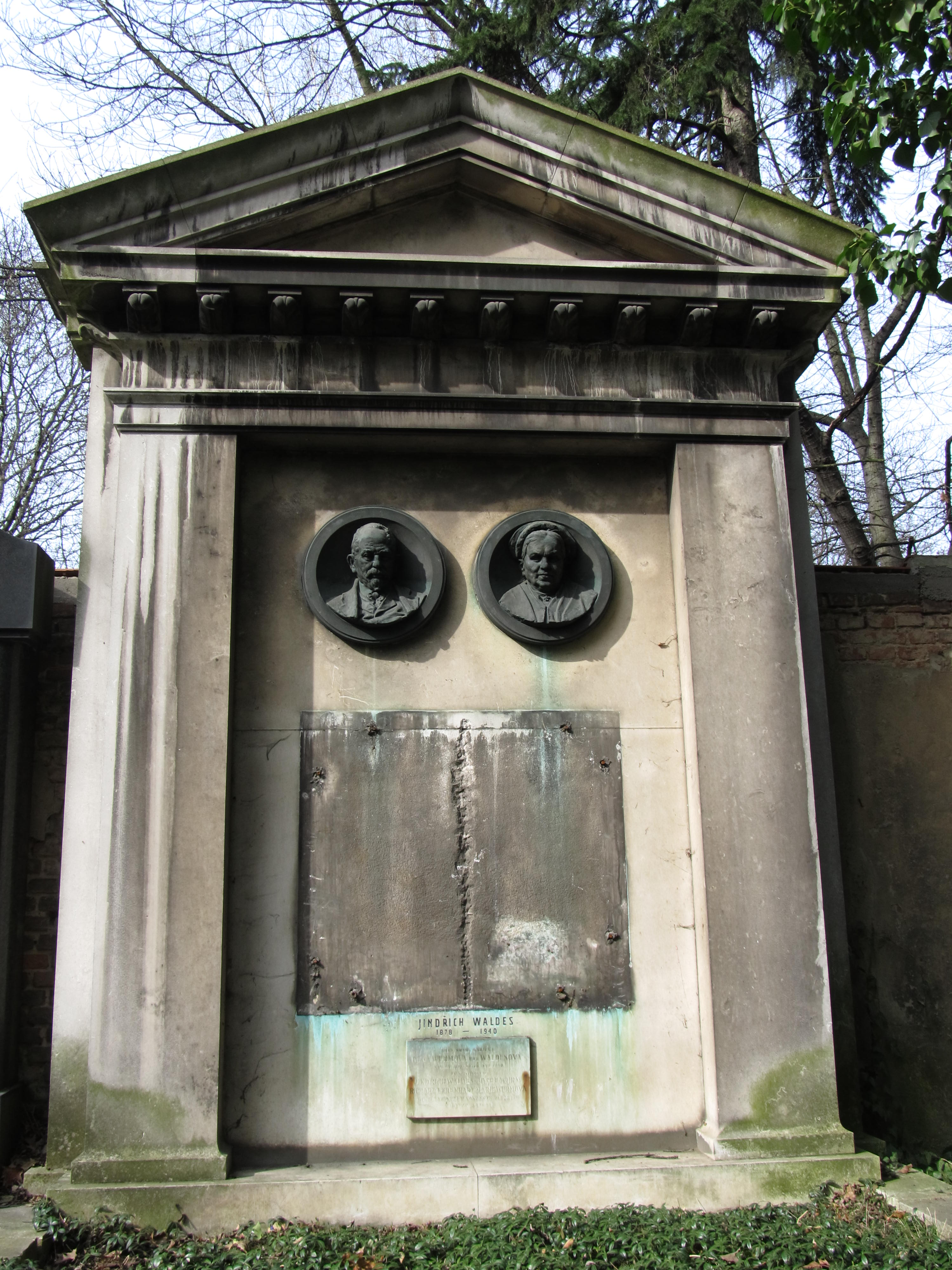
Hrobka Jindřicha Waldese na židovském hřbitově na Olšanech

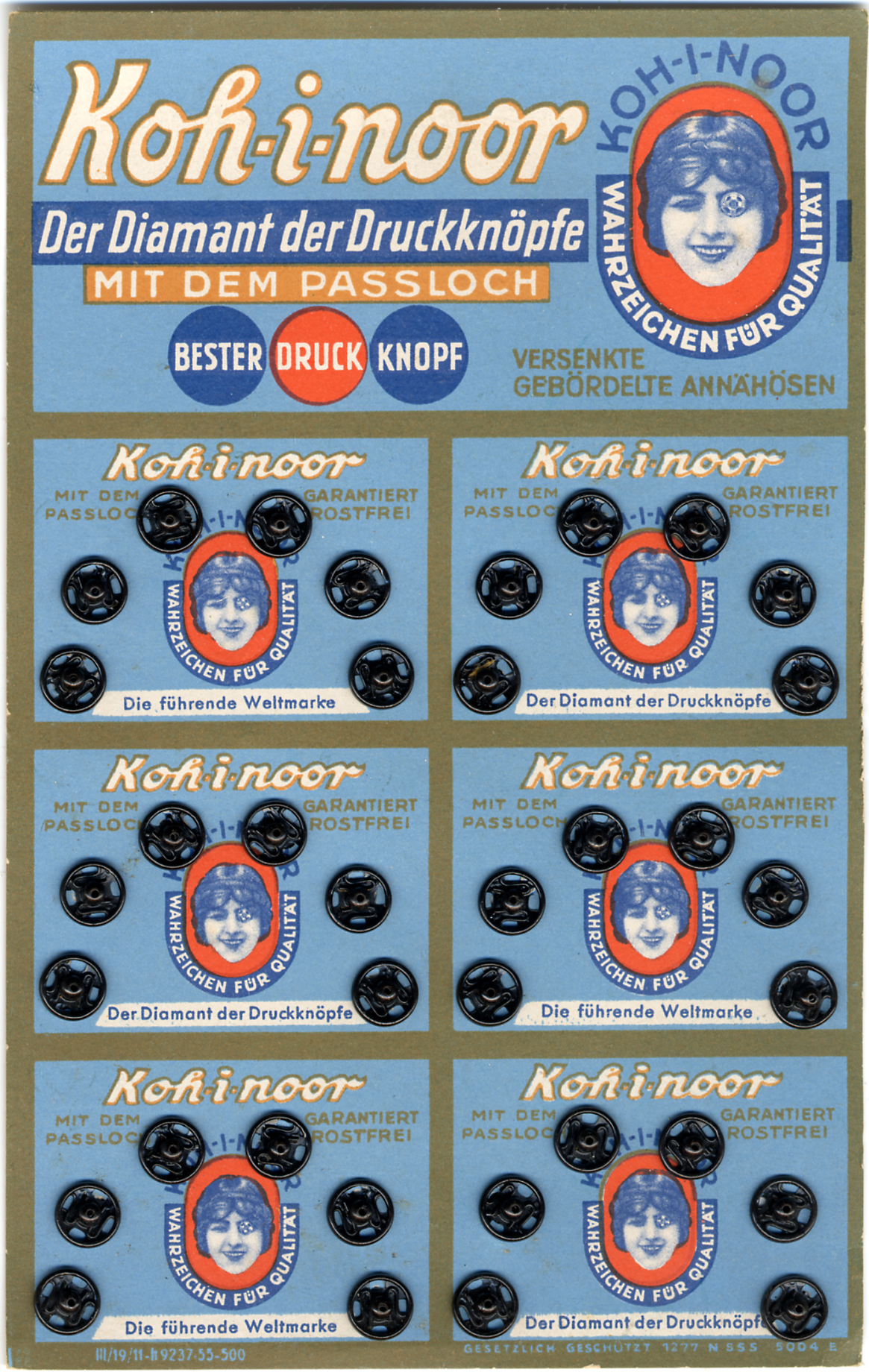
Waldes Koh-i-noor patentky pro německý trh

Jindřichův otec byl obchodník Karel Waldes (7. červenec 1850 - 13. prosinec 1933), který provozoval hospodu a malý krámek se skleněným zbožím v Nemyšli u Tábora, matka Anna, rozená Hoffeová (1. září 1844 - 20. červen 1915), pocházela z jihočeské textilácké rodiny. Sňatek byl uzavřen 26. května 1874 v synagoze v Soběslavi. Dne 2. května 1875 se manželům narodilo první dítě, dcera Olga, provdaná Wurmová (1875-1940).
V roce 1876 rodina přesídlila do obce Nemyšl. Zde se narodil Jindřich. Kolem data jeho narození panují nejasnosti. Matrika židovské obce Mladá Vožice uvádí datum 2. červenec 1876. Kontrolní matrika Hoštice uvádí jako datum narození 29. červen 1876. Toto datum někteří badatelé považují za pravděpodobnější.
Měl dva mladší sourozence Zikmunda (1877-1961) a Rosu (Růženu) provdanou Lebenhardtovou (1881-1937).
O Jindřichově studiích nejsou žádné doklady. Údajně se učil v obchodu s peřím, ale učení nedokončil. V roce 1889 se rodina Waldesových přestěhovala do Prahy. Jindřich Waldes získal místo úředníka u firmy Eduard Lokesch a syn v Praze, která vyráběla módní a manžetové knoflíky a další kovové předměty. Firma sídlila v domě čp. 859 na rohu ulic Vězeňská a Kozí. Přesné datum, kdy do firmy nastoupil není známo, předpokládá se, že to bylo v letech 1893-1894. Pro svou znalost cizích jazyků (uměl česky, německy, francouzsky a anglicky) se stal obchodním zástupcem firmy a byly mu svěřovány obchodní cesty po Evropě, Asii i Africe.

### Rodinný život
Dne 23. listopadu 1914 se oženil ve vinohradské synagoze s Hedvikou Zemánkovou (nar. 22. ledna 1895), dcerou MUDr. Adolfa Zemánka, vojenského lékaře v Josefově. Dne 1. října 1915 se manželům narodila dcera Anna, dne 10. dubna 1917 syn Jiří a 2. května 1919 druhý syn Miloš.
V roce 1916 zakoupil Jindřich Waldes vilu čp. 489 v Krameriově ulici (dnes Americká ulice) za 300 000 korun.
V roce 1939 byl Jindřich Waldes pro svůj židovský původ zatčen gestapem a dva roky vězněn v koncentračních táborech Dachau a Buchenwald. V roce 1941 ho jeho rodina, kterou Jindřich nechal emigrovat do USA před válkou (on sám se z vlasteneckých důvodů rozhodl zůstat v Československu), z nacistického vězení vyplatila za osm milionů protektorátních korun (250 000 USD, 625 000 říšských marek). Nejdříve byl letecky přepraven do Lisabonu. Dlouhou plavbu z Lisabonu do New Yorku však Waldes nepřežil a 1. července 1941 zemřel v kubánské Havaně na náhlý zánět ledvin.
Pohřben byl v rodinné hrobce na Novém židovském hřbitově na Olšanech.

## Firma Waldes a spol.
V roce 1902 odešel spolu se svým kolegou Hynkem Pucem od svého zaměstnavatele a založili vlastní společnost Waldes a spol. na výrobu kovového zboží. V roce 1907 firma přesídlila do nově zbudovaného areálu ve Vršovicích. Areál byl od roku 1918 až do 40. let 20. století neustále rozšiřován. Firmě se podařilo úspěšně zvládnout rozpad rakousko-uherského trhu i období hospodářské krize.
Firma měla zahraniční filiálky vyrábějící všechny druhy kovové galanterie ve Varšavě (1908), Drážďanech, Paříži (1911), Vídni (1920), Londýně (1921 nebo 1922), Barceloně (1928) a v New Yorku.
Jindřich Waldes dbal na péči o zaměstnance, závod ve Vršovicích měl na svou dobu nebývalé sociální (šatny, lázně, tělocvičnu), kulturní (knihovna, čítárna) i vzdělávací zázemí. Firma měla vlastní školu na úrovni veřejných obchodních škol či nižších průmyslových škol. Nedaleko továrního areálu bylo v roce 1916 založeno Muzeum knoflíků Jindřicha Waldese, sbírka šatních spínadel všech druhů a dob.

## Sběratel a mecenáš
Jindřich Waldes byl kromě podnikání také velkým sběratelem umění a mecenášem.

### Muzeum knoflíků Jindřicha Waldese, sbírka šatních spínadel všech druhů a dob
Roku 1916 zveřejnil svou sbírku spínadel, knoflíků a pásů a označil ji názvem Waldesianum. Roku 1917 k ní vydal českou a německou verzi ilustrovaného katalogu. 25. září roku 1918 pro ni v nové budově ve Vršovicích otevřel Waldesovo muzeum šatních spínadel, jež se během dvaceti let rozrostlo na kolekci více než sedmdesáti tisíc exponátů, patřily k němu knihovna, archiv a studijní sbírka kresebné a fotografické dokumentace. Ředitelkou muzea byla pražská historička umění židovského původu Paula Wahleová, kurátorem a výkonným redaktorem muzejního časopisu původem slovenský historik Ješek Hofmann. Jindřich Waldes zakoupil mj. unikátní soubor gotických klenotů a spínadel, nalezený koncem 19. století zazděný na hradě Karlštejně, takzvaný Karlštejnský poklad. Muzeum bylo z rasových důvodů uzavřeno roku 1940, zrušeno teprve v roce 1947, když jeho sbírky byly přesunuty nejprve do Uměleckoprůmyslového musea v Praze a později do Muzea skla a bižutérie v Jablonci nad Nisou. V roce 1999 byla sbírka prohlášena za kulturní památku.

### Waldesova obrazárna
Kromě veřejné sbírky knoflíků a spínadel Waldes také pro své privátní potěšení v domě na Vinohradech (Americká ulice 44) sbíral obrazy, grafiku a sochy různých slohových období. Tato díla byla evidována a označena štítkem Waldesova obrazárna. Počínala barokními obrazy a grafickými listy Karla Škréty, Václava Kupeckého, Václava Vavřince Reinera, Petra Brandla, Františka Xavera Palka, Antonína Birckhardta, Jana Jakuba Hartmanna či Norberta Grunda, pokračovala malbou 19. století, zejména od Vojtěcha Hynaise a končila díly jeho osobních přátel, Františka Kupky, Vojtěcha Preissiga, Emila Filly a grafickými listy Josefa Váchala. Větší část jeho uměleckých sbírek byla po roce 1991 prohlášena kulturními památkami České republiky a navrácena z Národní galerie i z Uměleckoprůmyslového muzea v Praze dědicům, žijícím ve Spojených státech amerických. Po restitučním řízení následovaly velkorysé dary dědiců, jakými byly v roce 1995 Karlštejnský poklad do Uměleckoprůmyslového musea v Praze nebo Škrétovo Zvěstování do Národní galerie, jež mělo bohužel jen v mizivé míře odezvu ve výkupu dalších artefaktů do českých státních sbírek. Většina sbírky tak byla rozprodána v aukcích.

### Mecenáš umělců
Waldes byl také mecenášem žijících umělců. Tak jako v počátcích pomáhal se zakázkami Františku Kupkovi, tak také Vojtěchu Preissigovi pomohl vybudovat moderní grafickou dílnu a vydat řadu jeho knih.

### Mecenáš sportovců
Jindřich Waldes jako bývalý člen Sokola podporoval rovněž sport. Po roce 1918 se snažil založit vlastní sportovní klub. Ten vznikl v roce 1928. Fotbalový klub Waldesova XI byl součástí klubu Bohemians (původně AFK Vršovice). V roce 1933 se osamostatnili a založili si vlastní sportovní klub nazvaný AFK Waldes (Atletic football klub Waldes). Waldesův sportovní klub měl odbory pro volejbal, stolní tenis (po A. C. Sparta druhý největší klub stolního tenisu v Praze). Nedaleko továrny bylo zřízeno hřiště, které mělo sportoviště pro házenou, volejbal, lehkou a těžkou atletiku, stolní tenis, pozemní hokej, fotbal a tenis. V zimě zde za příhodných povětrnostních podmínek vznikalo kluziště včetně šaten a ohřívárny.
Člen oddílu stolního tenisu T. T. C. Waldes Jaroslav Kraus působil v roce 1932 v roli nehrajícího kapitána československého družstva na mistrovství světa v Praze. Dalším úspěšným československým reprezentantem byl Jaroslav Hamr, který se zúčastnil finále mistrovství světa ve stolním tenisu v roce 1935 v Londýně.
Nejúspěšnějším sportovcem Waldesova klubu byl řeckořímský zápasník lehké váhy Jozef Herda, který získal stříbrnou medaili na olympijských hrách v Berlíně v roce 1936.